# Bandoneon
Il bandoneón (chiamato originariamente bandonion) è un tipo di fisarmonica inventato dal musicista tedesco Heinrich Band (1821-1860), da cui deriva il nome. Può essere diatonica o cromatica. Il bandoneon è uno strumento fondamentale nelle orchestre di tango.

## Storia
Nacque originariamente come strumento per eseguire i brani del folklore tedesco, in affinità con il suo parente più prossimo, la Concertina (Konzertina).
Gli emigranti tedeschi portarono questo strumento con loro, all'inizio del XX secolo, in Argentina, e qui rapidamente incontrò grande successo, e fu presto inserito nel contesto della musica locale.

## Descrizione
Come la concertina, il bandoneon si suona tenendolo compostamente fra le mani, comprimendone ed espandendone il mantice e premendone con le dita i tasti.
Il bandoneon porta su entrambi i lati dei bottoni: ne ha 38 per il registro acuto e 33 per il grave. Ogni tasto emette un suono, e per comporre un accordo è necessario premere più tasti contemporaneamente.
Molti dei bottoni del bandoneon diatonico (o meglio bisonoro) generano note diverse quando premuti aprendo il mantice rispetto a quando sono premuti durante la chiusura. Ciò significa che ogni gruppo di tasti ha in effetti due schemi di esecuzione: uno per le note in apertura ed uno per le note in chiusura. Giacché i tasti di pertinenza di una mano sono differenti da quelli dell'altra mano, si devono dunque imparare quattro differenti posizioni dei tasti per riuscire a suonare lo strumento.
Inoltre, nessuno di tali schemi presenta una sequenza scalare di note, alcuni dei tasti adiacenti sono disposti a formare triadi: per esempio, i bottoni sotto tre dita vicine possono produrre i suoni LAb, DO e MIb quando lo strumento è compresso, e SOL, SIb e REb quando è aperto. Questo rende più facile eseguire una semplice melodia con armonia I-V, ma abbastanza difficoltoso suonare dei passaggi scalari elaborati.
Il bandoneon cromatico ha una struttura interna ed esterna sostanzialmente identica al bandoneon diatonico, ma la corrispondenza tra bottoni e suoni è diversa: premendo un bottone si ha la stessa nota sia aprendo il mantice che chiudendolo. La disposizione dei bottoni segue una logica cromatica, per cui la progressione avviene per gruppi di tre bottoni tipo DO-DO#-RE poi RE#-MI-FA, eccetera.
Il bandoneon è conosciuto fra i tangueros come "fuelle", "mantice, soffietto": e il fuelle è l'anima delle orchestre di questo genere.